# Våraskruv
Våraskruv este o arie protejată (arie specială de conservare — SAC, sit de importanță comunitară — SCI) din Suedia întinsă pe o suprafață de 75,4 ha, integral pe uscat.

## Localizare
Centrul sitului Våraskruv este situat la coordonatele 57°01′48″N 15°27′02″E / 57.0299°N 15.4506°E.

## Înființare
Situl Våraskruv a fost declarat sit de importanță comunitară în decembrie 1995 pentru a proteja 2 specii de animale. Situl a fost protejat și ca arie specială de conservare în martie 2011.

## Biodiversitate
Situată în ecoregiunea boreală, aria protejată conține 7 habitate naturale: Mlaștini turboase de tranziție și turbării mișcătoare, Mlaștini împădurite, Pajiști cu Molinia pe soluri calcaroase, turboase sau argilos-nămoloase (Molinion caeruleae), Pajiști fino-scandinave uscate până la mezice, bogate în specii de altitudine mică, Taiga vestică, Cursuri de apă de la nivel de câmpie la nivel montan, cu vegetație Ranunculion fluitantis și Callitricho-Batrachion, Fânețe de joasă altitudine (Alopecurus pratensis, Sanguisorba officinalis).
La baza desemnării sitului se află mai multe specii protejate:
- mamifere (1): vidră de râu (Lutra lutra)
- nevertebrate (1): Dytiscus latissimus